# Desa Ngadirejo (administrativ by i Indonesien, Jawa Timur, lat -7,95, long 112,98)
Desa Ngadirejo är en administrativ by i Indonesien.   Den ligger i provinsen Jawa Timur, i den västra delen av landet, 700 km öster om huvudstaden Jakarta.